# Renversement dynamique

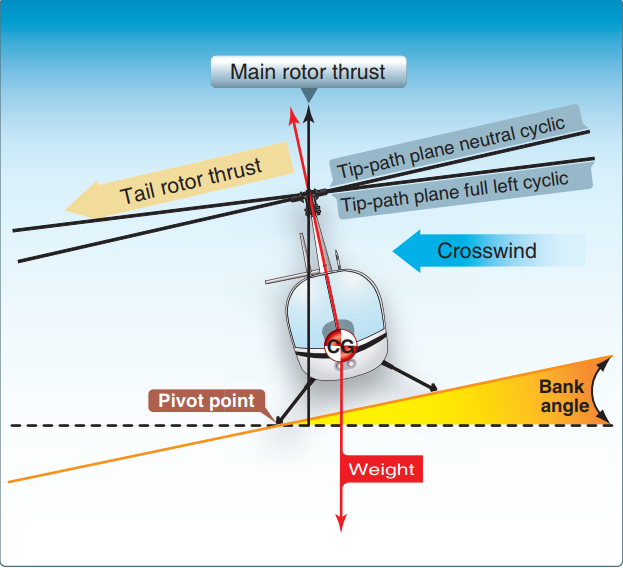
Forces en jeu lors d'un renversement dynamique.

Le renversement dynamique est un phénomène affectant les hélicoptères lors des décollages, atterrissages ou en vol stationnaire après un contact avec le sol, quand, par la création d'un point de pivot au niveau du sol, la verticalité de l'engin dépasse brutalement un angle critique en basculant irréversiblement sur le côté. Ce phénomène est lié à la hauteur du centre de gravité, du fait du placement du moteur et de la boîte de transmission.

## Principe
Le renversement dynamique intervient lorsqu'un seul patin ou une seule roue restent retenus au sol (décollage) ou contactent le sol (atterrissage ou vol stationnaire), servant ainsi de point de pivot.
Le rotor principal en rotation génère une force de portance vers le haut et une composante horizontale se crée lors du contact avec le sol. Cette composante horizontale peut emporter le centre de gravité au-delà du point de pivot et faire basculer l'hélicoptère. Cette composante horizontale est si forte que le plateau cyclique ne permet pas de la contrer. Il convient de réduire le pas collectif immédiatement afin de réduire la force de portance et sa composante horizontale.
L'angle formé par l'hélicoptère et le sol est appelé angle critique. Il est d'environ 15 degrés (valeur moyenne indicative) pour le renversement dynamique.
Lorsque l'hélicoptère n'est pas en marche, il est également sujet au renversement statique, comme tout autre objet. Dans ce cas, pour que le centre de gravité passe le point de pivot, l'angle critique est d'environ 40 degrés (valeur moyenne indicative).

## Conditions et facteurs
Les conditions et facteurs favorisant le renversement dynamique sont :
- décollage rapide, avec un cyclique non ajusté ;
- objet (câble de fixation) ou condition météo (gel) susceptibles de bloquer un patin ou une roue ;
- atterrissage sur un sol mou (neige ou terre) ;
- contact avec le sol lors d'un déplacement en translation ;
- atterrissage sur un sol en pente ;
- atterrissage par vent de travers.